# Tipasa na Numídia
A Sé Titular de Tipasa na Numídia é uma sé titular, representando a antiga Diocese de Tipasa, que existia na província romana da Numídia.

## Histórico
Tipasa ficava em Tiffech na Argélia de hoje
Existem apenas dois bispos conhecidos de Tipasa na Numídia. Rústico participou da reunião do Concílio de Cartago pelo rei vândalo Hunerico em 484 e mais tarde foi exilado. O bispo africano Rústico participou do Concílio de Latrão convocado pelo Papa Félix III em 487, sem indicar a que lugar pertencia; pode ser o bispo de Tipasa ou o bispo de mesmo nome de Tetci. Firmo participou do Concílio de Cartago de 525 e do Concílio de Constantinopla de 533.
Tipasa tornou-se uma sé titular episcopal e desde 15 de outubro de 2019 está em sede vacante.

## Bispos
- Rústico † (antes de 484 - depois de 487 ?)
- Firmo † (antes de 525 - depois de 533)

## Bispos-titulares
- São Francisco Serrano Frías, O.P. † (1745 - 1748)
- Jeronimo de São José, O.S.A. † (1752 - 1773)
- José Joaquim Castelo Branco † (1773)
- Joaquim de Sousa Saraiva, C.M. † (1804 - 1818)
- Giuseppe Angelo di Fazio, O.F.M. Cap. † (1836 - 1838)
- Giuseppe Maria Bravi, O.S.B. Silv. † (1849 - 1860)
- Aloys Elloy, S.M. † (1863 - 1878)
- Francesco Lichtensteiger † (1881 - 1901)
- Armand Olier, S.M. † (1903 – 1911)
- Michael James Gallagher † (1915[5] - 1916)
- Henry Gray Graham † (1917 - 1959)
- Victor João Hermano José Tielbeek, SS.CC. † (1961 - 1978)
- Antonio Realubin Tobias (1982 - 1984)
- Sérgio Arthur Braschi (1998 - 2003)
- José Luiz Ferreira Salles, C.SS.R. (2006 - 2012)
- Christian Riesbeck, CC, (2014 - 2019)
- Andrés Luis García Jasso (desde 2021)